# Dicranomyia helmsi
Dicranomyia helmsi là một loài ruồi trong họ Limoniidae. Chúng phân bố ở miền Australasia.